# Gino Corradini (sollevatore)
Gino Corradini (Magrè sulla Strada del Vino, 20 aprile 1941) è un ex sollevatore italiano.

## Biografia
Nato a Magrè sulla Strada del Vino, in Alto Adige, nel 1941, gareggiava nella classe di peso dei 110 kg (pesi massimi).
A 27 anni ha partecipato ai Giochi olimpici di Città del Messico 1968, nei pesi massimi-leggeri (82,5 kg), valide anche come campionato mondiale, terminando al 12º posto, con 427,5 kg alzati, dei quali 145 nella distensione lenta, 117,5 nello strappo e 165 nello slancio.
Ha preso parte ai Mondiali di Berlino Est 1966, arrivando 7º.